# Grasa parda
En biología, recibe el nombre de grasa parda uno de los tipos de tejido adiposo o tejido graso (el otro es la grasa blanca). La grasa parda existe en la mayor parte de especies de mamíferos, posee unas características específicas y unas funciones diferentes a las de la grasa blanca. Su función principal es la termogénesis, es decir la producción de calor en respuesta a temperaturas frías. En los animales que hibernan, la grasa parda es la que produce energía durante el periodo invernal para mantener el cuerpo caliente y hace posible la regulación de la temperatura corporal en el proceso de despertar.

## Sinonimia
Existen únicamente dos tipos de tejido adiposo, la grasa blanca o normal y la grasa parda. Sin embargo cada una de estas denominaciones cuenta con numerosos sinónimos lo que puede provocar confusión.
- La grasa parda se llama también grasa multilocular,  grasa fetal, grasa inmadura, grasa primaria y grasa marrón.[1]

- La grasa blanca se designa con diferentes nombres: grasa unilocular, grasa del adulto, grasa madura, grasa secundaria y grasa amarilla.[1]

## Histología

Sección de grasa parda intraescapular de ratón vista al microscopio electrónico.

La grasa parda posee un color característico marrón o pardo rojizo debido a que está más vascularizada que la grasa blanca. Por otra parte cuenta con mayor inervación del sistema nervioso simpático y parasimpático. Los adipocitos que la forman tienen mayor número de mitocondrias que la grasa blanca y son más pequeños, de alrededor de 50 micras de diámetro. El citoplasma de estas células contiene numerosas vacuolas de tamaños diferentes, por ello la grasa parda se llama también multilocular.

## Localización
En la especie humana la grasa parda está presente sobre todo en la infancia, se distribuye alrededor del hilio renal, alrededor de las arterias carótidas y el tiroides, en las axilas y en la zona situada entre las dos escápulas (interescapular).

## Función
La grasa blanca tiene la función principal de actuar como reservorio de energía. Sin embargo la función principal de la grasa parda es producir calor, en respuesta al frío este tipo de grasa se metaboliza con esta finalidad. En la especie humana es de especial importancia en el recién nacido donde representa hasta el 5 % de la grasa corporal. Sin embargo, esta no sigue proliferando. No obstante, persiste en pequeñas cantidades en la vida adulta. Se calcula que en la grasa visceral de un adulto de complexión delgada, existe un adipocito de grasa parda por entre 100 y 200 de grasa blanca.